# World Athletics Cross Country Tour 2024/25
Die World Athletics Cross Country Tour 2024/2025 waren eine Serie von Laufveranstaltungen im Crosslauf, die vom Leichtathletik-Weltverband World Athletics organisiert wurden. Zwischen September 2024 und März 2025 werden zahlreiche Einzelrennen, die in drei Kategorien, Gold, Silber oder Bronze eingeteilt sind, in verschiedenen europäischen Orten sowie in Afrika und Nordamerika ausgetragen. Die sechs besten Athletinnen und Athleten in der Gesamtwertung der Tour erhalten ein extra Preisgeld von World Athletics.

## Gold
| Datum             | Veranstaltung                                               | Distanz           | Sieger                             | Siegerin                         | Bericht |
| ----------------- | ----------------------------------------------------------- | ----------------- | ---------------------------------- | -------------------------------- | ------- |
| 20. Oktober 2024  | Cross Internacional Zornoza Amorebieta-Etxano               | 8,7 km            | Rodrigue Kwizera 25:29 min         | Francine Niyomukunzi 30:07 min   | [ 1 ]   |
| 27. Oktober 2024  | Cross Internacional de Atapuerca Atapuerca                  | 9,0 km / 8,0 km   | Rodrigue Kwizera 25:33 min         | Daisy Jepkemei 24:58 min         | [ 2 ]   |
| 9. November 2024  | Cardiff Cross Challenge Cardiff                             | 9,6 km / 6,4 km   | Keneth Kiprop 27:06 min            | Charity Cherop 20:15 min         | [ 3 ]   |
| 10. November 2024 | Campo a Través Internacional de Soria Soria                 | 8,0 km            | Rodrigue Kwizera 23:17 min         | Mercy Chepkemoi 26:48 min        | [ 4 ]   |
| 17. November 2024 | Cinque Mulini San Vittore Olona                             | 10,2 km / 6,2 km  | Matthew Kipkoech Kipruto 27:26 min | Yenenesh Shimket 18:35 min       | [ 5 ]   |
| 17. November 2024 | Cross international Le Maine Libre-Allonnes-Sarthe Allonnes | 8,42 km / 7,61 km | Jimmy Gressier 23:20 min           | Grace Loibach Nawowuna 22:55 min |         |
| 17. November 2024 | Cross Internacional de Itálica Santiponce                   | 7,542 km          | Thierry Ndikumwenayo 21:24 min     | Beatrice Chebet 23:32 min        | [ 6 ]   |
| 21. November 2024 | Cross Champs Austin                                         | 8,0 km            | Edwin Kurgat 22:11 min             | Emily Venters 26:03 min          | [ 7 ]   |
| 24. November 2024 | Festival du Cross-Country Carhaix                           | 7,31 km           | Matthew Kipkoech Kipruto 22:35 min | Belinda Chemutai 25:51 min       |         |
| 24. November 2024 | Cross Internacional de Alcobendas Alcobendas                | 8,04 km           | Rodrigue Kwizera 22:59 min         | Nadia Battocletti 26:14 min      | [ 8 ]   |
| 7. Dezember 2024  | Great Chepsaita Cross Country Eldoret                       | 10,0 km           | Samwel Chebolei Masai 30:49 min    | Loice Chekwemoi 34:32 min        | [ 9 ]   |
| 15. Dezember 2024 | Cross Internacional Venta de Baños Venta de Baños           | 9,3 km            | Nassim Hassaous 29:38 min          | Carolina Robles 33:56 min        | [ 10 ]  |
| 5. Januar 2025    | Elgoibar Cross Country Juan Muguerza Memorial Elgoibar      | 9,7 km / 7,6 km   | Berihu Aregawi 29:36 min           | Beatrice Chebet 25:49 min        | [ 11 ]  |
| 6. Januar 2025    | Campaccio San Giorgio su Legnano                            | 10,0 km / 6,0 km  | Telahun Haile Bekele 31:32 min     | Nadia Battocletti 21:14 min      | [ 12 ]  |
| 26. Januar 2025   | Cross Cup de Hannut Hannut                                  | 9,0 km            | Rogers Kibet 27:03 min             | Sheila Jebet 31:01 min           | [ 13 ]  |
| 2. Februar 2025   | Cross Internacional das Amendoeiras em Flor Albufeira       | 9,13 km           | Rodrigue Kwizera 27:02 min         | Francine Niyomukunzi 31:44 min   | [ 14 ]  |
| 22. Februar 2025  | Sirikwa Classic Cross Country Tour Eldoret                  | 10,0 km           | Daniel Simiu Ebenyo 29:57 min      | Agnes Jebet Ngetich 32:42 min    | [ 15 ]  |

## Silber
| Datum              | Veranstaltung                                                            | Distanz          | Sieger                     | Siegerin                    | Bericht |
| ------------------ | ------------------------------------------------------------------------ | ---------------- | -------------------------- | --------------------------- | ------- |
| 28. September 2024 | Lidingöloppet Lidingö                                                    | 30,0 km          | Ebba Tulu Chala 1:38:19 h  | Carolina Wikström 1:51:36 h | [ 16 ]  |
| 13. Oktober 2024   | Autumn Open International Dublin                                         | 8,0 km / 6,0 km  | Keelan Kilrehill 23:51 min | Sophie Tarver 20:12 min     |         |
| 4. November 2024   | Cross Internacional de San Sebastián Donostia / San Sebastián            | 6,9 km           | Santiago Catrofe 20:10 min | Diana Chepkemoi 23:42 min   |         |
| 9. November 2024   | Cross Pforzheim Pforzheim                                                | 8,8 km / 6,6 km  | Markus Görger 28:10 min    | Jana van Lent 23:48 min     | [ 17 ]  |
| 24. November 2024  | International Warandecross Tilburg Tilburg                               | 10,0 km / 8,0 km | Niels Laros 29:35 min      | Sarah Lahti 26:58 min       | [ 18 ]  |
| 6. Dezember 2024   | Trofeo Ibercaja Zaragoza Gran Premio de Aragon Saragossa                 | 7,5 km           | Ezekiel Letaya 21:09 min   | Cristina Espejo 25:30 min   |         |
| 22. Dezember 2024  | Cross Internacional de Amurrio Amurrio                                   | 9,0 km           | Younés Kniya 29:04 min     | Majida Maayouf 33:34 min    |         |
| 19. Januar 2025    | Gran Premio Cáceres de la Diputación de Cáceres Garrovillas de Alconétar | 9,0 km           | Dan Kibet 26:06 min        | Daisy Jepkemei 28:55 min    |         |

## Bronze
| Datum              | Veranstaltung                                       | Distanz          | Sieger                            | Siegerin                             | Bericht |
| ------------------ | --------------------------------------------------- | ---------------- | --------------------------------- | ------------------------------------ | ------- |
| 28. September 2024 | Castlegar International Cross Country Galway        | 7,8 km / 6,15 km | Keelan Kilrehill 23:50 min        | Lauren Tinkler 21:47 min             |         |
| 12. Januar 2025    | Cross Internacional Ciudad de Valladolid Valladolid | 10,0 km          | Samuel Firewu 29:08 min           | Majida Maayouf 35:07 min             |         |
| 19. Januar 2025    | International La Mandria Cross Venaria Reale        | 8,0 km / 6,0 km  | Emmanuel Korir Kiplagat 24:49 min | Yenenesh Shimket 21:18 min           |         |
| 8. Februar 2025    | Kenyan Cross Country Championships Eldoret          | 10,0 km          | Daniel Simiu Ebenyo 30:48 min     | Brillian Jepkorir Kipkoech 34:30 min | [ 19 ]  |
| 9. Februar 2025    | Cross della Vallagarina Villa Lagarina              | 9,0 km / 5,3 km  | Célestin Ndikumana 25:08 min      | Ruken Tek 19:00 min                  |         |
| 2. März 2025       | White Cross Belgrad                                 | 6,0 km           | Shadrack Kimaiyo 17:32 min        | Valentine Benedek-Jebet 19:24 min    |         |

## Gesamtwertung

### Männer
| Platz | Athlet                   | Land | Punkte |
| ----- | ------------------------ | ---- | ------ |
| 1     | Rodrigue Kwizera         | BDI  | 3720   |
| 2     | Matthew Kipkoech Kipruto | KEN  | 3680   |
| 3     | Thierry Ndikumwenayo     | ESP  | 3660   |
| 4     | Oscar Chelimo            | UGA  | 3640   |
| 5     | Célestin Ndikumana       | BDI  | 3620   |
| 6     | Robert Kiprop Koech      | KEN  | 3660   |
| 6     | Mathew Kipchumba Kipsang | KEN  | 3550   |
| 8     | Gideon Kipkertich Rono   | KEN  | 3580   |

### Frauen
| Platz | Athlet               | Land | Punkte |
| ----- | -------------------- | ---- | ------ |
| 1     | Nadia Battocletti    | ITA  | 3720   |
| 2     | Francine Niyomukunzi | BDI  | 3700   |
| 3     | Sheila Jebet         | KEN  | 3680   |
| 4     | Charity Cherop       | UGA  | 3640   |
| 5     | Carolina Robles      | ESP  | 3620   |
| 6     | Daisy Jepkemei       | KAZ  | 3610   |
| 7     | Yenenesh Shimket     | ETH  | 3540   |
| 8     | Diana Chepkemoi      | KEN  | 3530   |